# Pont de Broughton

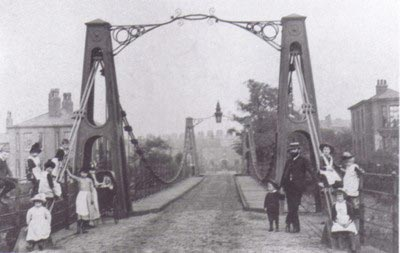
Le second pont suspendu de Broughton (reconstruit en 1883).

Le pont de Broughton édifié en 1826 pour le franchissement de l’Irwell entre Broughton et Pendleton (aujourd'hui deux faubourgs de Salford, dans la banlieue du Grand Manchester), dans le Lancashire, était l'un des premiers ponts suspendus construits en Europe. Le 12 avril 1831, alors que la troupe marchait au pas cadencé sur cet ouvrage, il se produisit un phénomène de résonance mécanique qui provoqua la ruine du pont. Un pivot de l'une des chaînes de suspension avait cédé, provoquant la chute du tablier vers l'une des extrémités, jetant 40 des soldats à la rivière. À la suite de cet accident, l’Armée britannique révisa ses ordres de manœuvre et ordonna que les passages de ponts se feraient désormais en ordre dispersé.
La construction de ce pont est attribuée à un officier de la Marine, Samuel Brown, mais ce point est très débattu en Angleterre, puisque certaines sources avancent plutôt le nom de Thomas Cheek Hewes, un charpentier de Manchester spécialisé dans la construction de moulins et de filatures.
Le pont, reconstruit et renforcé, fut doté de piles auxiliaires mises en place à chaque manifestation populaire. En 1924, on le remplaça par une passerelle de type Pratt, qui est toujours en service.

## Histoire

### Construction
En 1826, John Fitzgerald, riche propriétaire de Castle Irwell House (qui accueillera plus tard les courses de plat de Manchester), fit construire à ses frais ce pont suspendu d'une portée de 46 m au-dessus de l'Irwell entre les villages de Lower Broughton et de Pendleton. Selon l’Imperial Gazetteer of England and Wales (1870–72), tous les usagers devaient s'acquitter d’un droit de passage. Le pont faisait la fierté des habitants, car le Menai Bridge venait seulement d'être inauguré et les ponts suspendus étaient alors à la pointe du progrès technique

### Accident de 1831
Ce 12 avril 1831, le 60e régiment de Fusiliers était en manœuvre d'entraînement dans les marais de Kersal Moor sous les ordres du lieutenant Percy Slingsby Fitzgerald, fils du député John Fitzgerald et frère du poète Edward FitzGerald. Alors qu'un détachement de 74 hommes rentrait à la caserne de Salford par la passerelle, les soldats, qui marchaient en rangs de quatre, sentirent que le pont commençait à vibrer au rythme de leur pas. Trouvant la sensation plaisante, certains d'entre eux se mirent même à siffloter un air de marche. La tête de la colonne avait pratiquement atteint la berge côté Pendleton lorsque les soldats entendirent « des coups rappelant une fusillade désordonnée ». Immédiatement, l'une des colonnes en fonte supportant les chaînes de suspente côté Broughton s’abattit sur le tablier, décrochant dans le même mouvement la pierre de la culée dans laquelle elle était encastrée. Ce côté du tablier, privé de support, tomba d'une hauteur de 6 m dans la rivière, jetant à l'eau ou projetant contre les chaînes 40 des soldats. Comme à cet endroit la rivière est profonde de 60 cm, il n'y eut que des blessés (une vingtaine), dont six avec une ou plusieurs fractures aux membres.

### Enquête
L'enquête montra qu'une cheville d'une des chaînes de suspente avait cédé au point où cette chaîne était fixée au massif d'ancrage en maçonnerie. Les commissaires mirent en cause le fait que l'ancrage de la chaîne à maçonnerie s'appuyait sur une seule cheville et non deux ; en outre, la cheville en cause présentait des défauts de forgeage. Plusieurs autres chevilles étaient pliées, mais n'avaient pas cédé. On s'aperçut aussi que, trois ans plus tôt, Eaton Hodgkinson, le célèbre expert de Manchester, avait émis des doutes sur la résistance relative des chaînes de hauban et des chaînes de suspente ; qu'en tout état de cause, il faudrait en éprouver la résistance par des épreuves d'essai. On découvrit enfin que peu de temps avant l'accident, l'un des pivots de la chaîne s'était plié et fissuré, mais qu'il avait, pour cette raison même, probablement été remplacé. La conclusion fut donc que, si les vibrations dues au pas cadencé avaient précipité la ruine du pont, il aurait de toute façon fini par céder.

### Conséquences

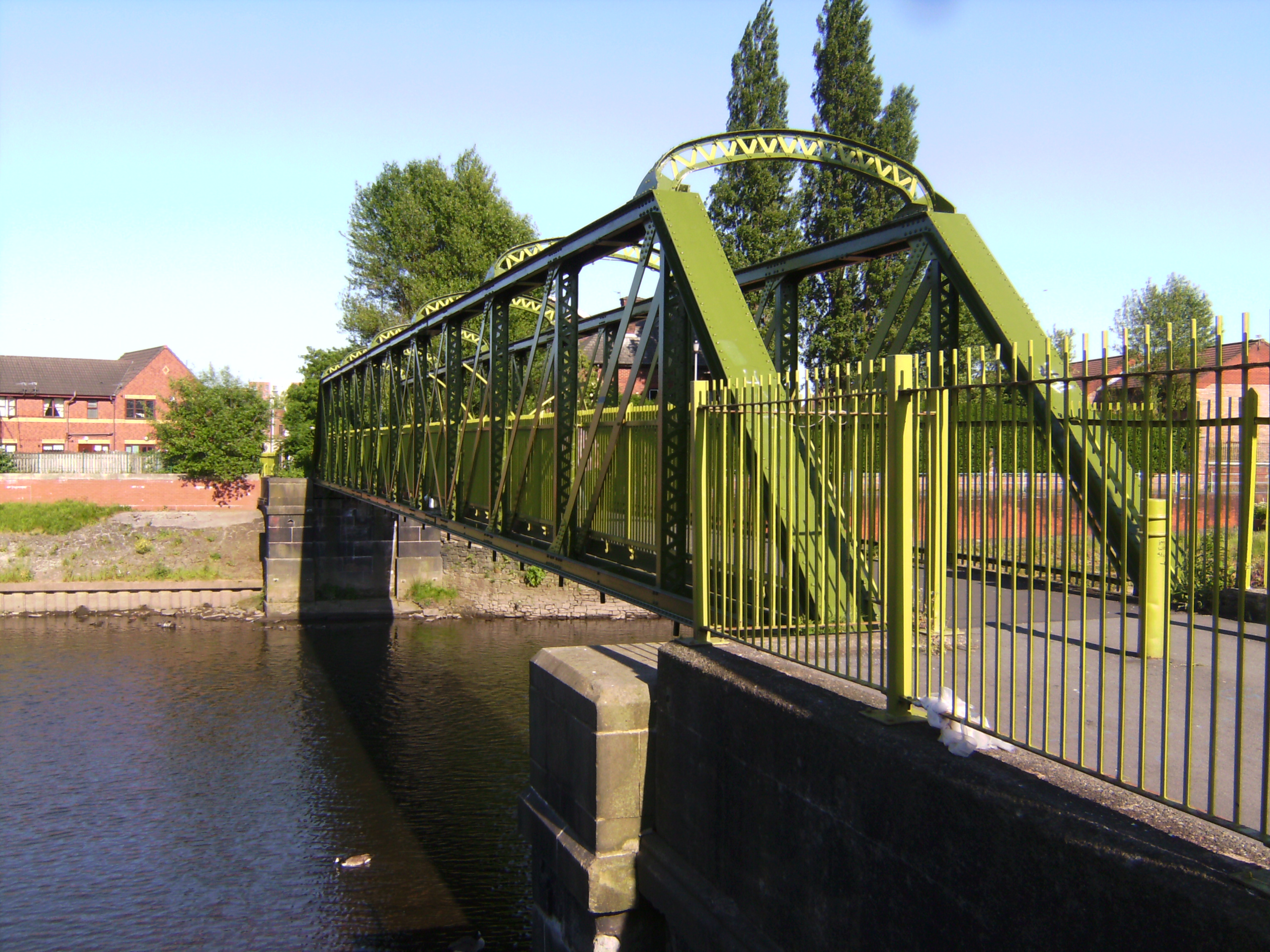
Le pont aujourd'hui.

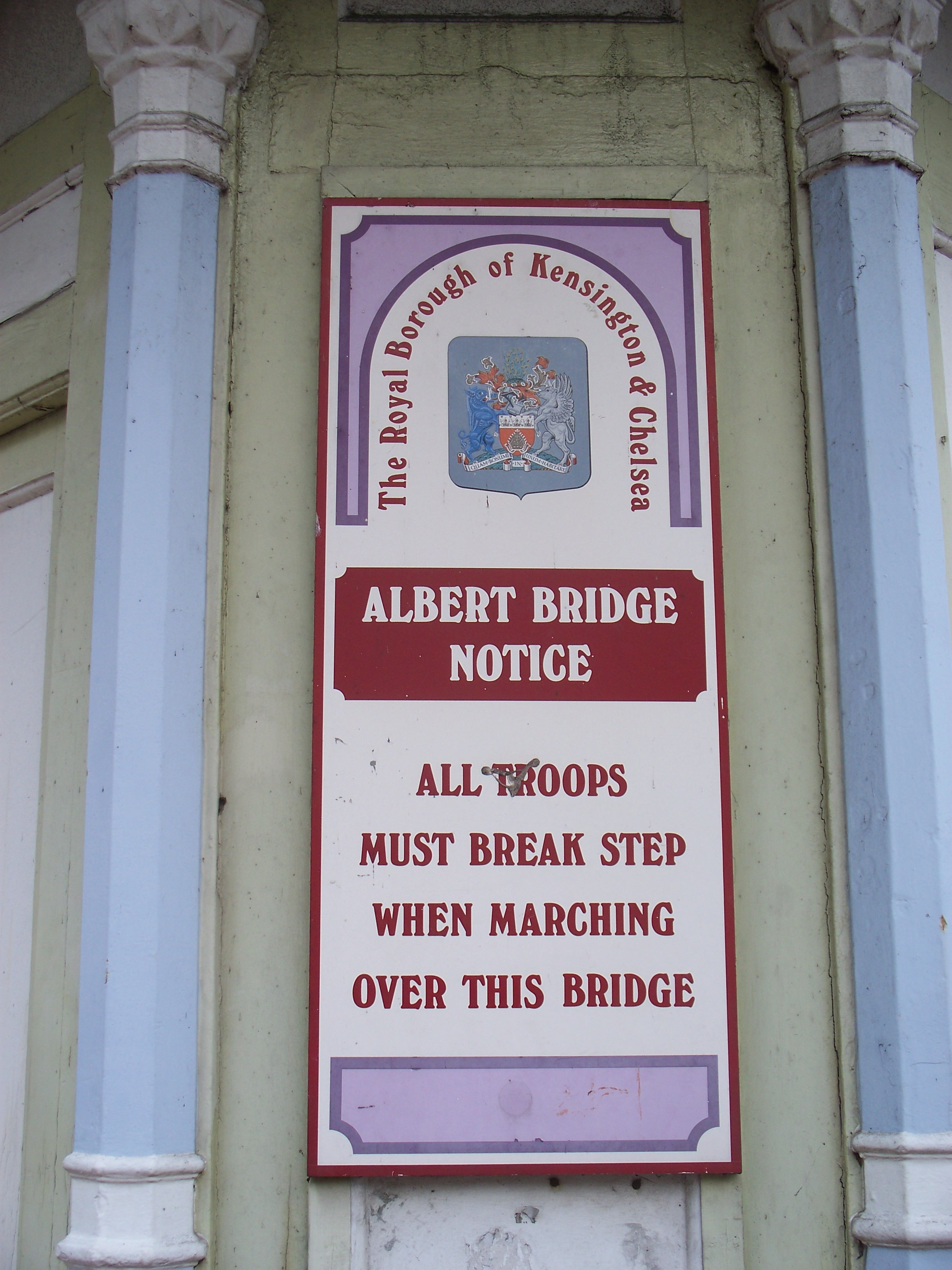
Avertissement placardé à l'entrée d’Albert Bridge à Londres.

Quoiqu'elle ne fût pas mortelle, cette catastrophe suscita la méfiance envers les ponts suspendus :
« Compte tenu de ce qui vient de se passer, on serait enclin à douter fortement de la stabilité du grand Menai Bridge (aussi admirable que puisse être sa construction), si un millier d'hommes devaient le franchir au pas en colonnes compactes. Étant donné sa longueur, les vibrations deviendraient énormes avant que la tête de la colonne n’atteigne l’autre bord, et une catastrophe terrible est à redouter. »
Cela ne mit toutefois pas un terme à la construction de ponts suspendus, et la principale conséquence de l’accident fut que l’Armée britannique révisa ses ordres de manœuvre et ordonna que les passages de ponts se feraient désormais en ordre dispersé,. L’armée française se mit à son tour à donner l’ordre de rompre les rangs au passage des ponts (néanmoins, la marche au pas cadencé a été citée comme l’une des causes de la ruine du pont suspendu d'Angers en 1850, qui tua plus de 200 hommes,).
Le pont fut reconstruit et renforcé, mais selon l’Imperial Gazetteer of England and Wales (1870–72), on l’équipa de piles auxiliaires mises en place à chaque manifestation populaire. En 1924, on le remplaça par une passerelle de type Pratt, qui est toujours en service. Conçue par l’ingénieur municipal, elle coûta 2 300 £. La superstructure pèse environ 90 tonnes.